# إيزابيل ماي
إيزابيل ماي (بالإنجليزية: Isabel May)‏ هي ممثلة أمريكية، ولدت في 21 نوفمبر 2000 في سانتا مونيكا في الولايات المتحدة.

## وصلات خارجية
- إيزابيل ماي على موقع IMDb (الإنجليزية)
- إيزابيل ماي على موقع روتن توميتوز (الإنجليزية)
- إيزابيل ماي على موقع ألو سيني (الفرنسية)
- إيزابيل ماي على موقع قاعدة بيانات الفيلم (الإنجليزية)
- إيزابيل ماي على موقع ليتربوكسد (الإنجليزية)
- إيزابيل ماي على موقع كينوبويسك (الروسية)